# Nathan Lee Chasing His Horse
Nathan Lee Chasing His Horse (28 april 1976) is een Amerikaans acteur uit de Sioux Lakotastam "Rosebud Nation". 
Hij werd wereldbekend als de stille jonge Lakota Smiles A Lot (Lacht Veel) in de Kevin Costner film Dances with Wolves.
Nathan Chasing Horse is medicijnman. Hij groeide op met de traditionele waarden en gebruiken binnen de Lakota. Vanuit zijn spirituele bevindingen draagt hij bij aan nieuwe boodschappen en liederen. Daarnaast is hij ook een gerespecteerd spreker.

## Filmografie
- Bury My Heart at Wounded Knee (2007) — One Bull
- "Into the West" (2005, televisieserie) — Sleeping Bear
- Dreamkeeper (2003, televisiefilm) — Verdel
- The Broken Chain (1993, televisiefilm) — Young Joseph
- Dances with Wolves (1990) — Smiles A Lot